# Jupiter-33/40-Klasse
Die Jupiter-33/40-Klasse ist eine Serie von 22 Arbeits- und Vermessungsschiffen der Wasserstraßen- und Schifffahrtsverwaltung des Bundes.

## Beschreibung
Die dänische Faaborg Værft hat 1979 die Jupiter Værftet auf Bogø übernommen und deren Sportbootmodelle zu Arbeitsschiffen weiterentwickelt. Die neuen Entwürfe wurden nach dem Namen der übernommenen Werft und der Länge des Bootes in Füßen benannt. Aus dieser Serie wurden von 1990 bis 1993 zehn Fahrzeuge des Typs Jupiter 33 und zwölf Fahrzeuge des Typs Jupiter 40 an die deutschen Wasserstraßen- und Schifffahrtsämter abgeliefert.

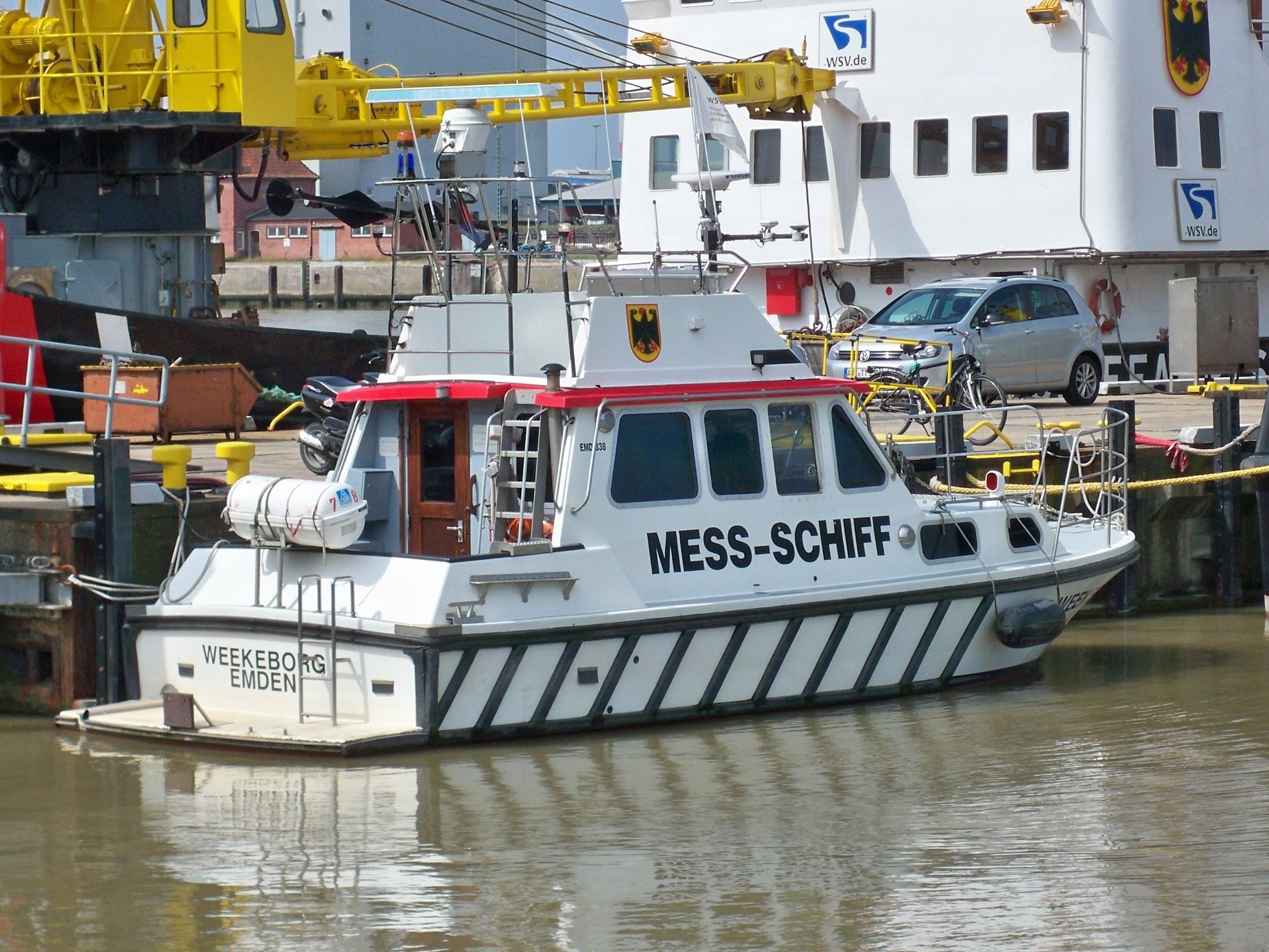
Vermessungsschiff Weekeborg vom Typ Jupiter 33

Die Schiffe sind aus glasfaserverstärktem Kunststoff gebaut und werden von einem Schiffsdieselmotor angetrieben, der auf einen 3-flügeligen Festpropeller wirkt. Die Antriebsleistung variiert, je nach Einsatzgebiet, zwischen 72 und 144 Kilowatt. Als Manövrierhilfen sind die Schiffe mit einer Querstrahlsteueranlage und einem Beckerruder ausgestattet.
Kennzeichnend für diese Klasse sind der Außensteuerstand (Flybridge) und die verstärkte Scheuerleiste. Im Decksaufbau sind der Innensteuerstand, Sitzgelegenheiten, eine Pantry, eine Toilette und ein Lagerraum eingerichtet. Am Bug ist eine Schubschulter für das Schieben von Schiffen ohne eigenen Antrieb angebracht.
Seit 2013 werden die Schiffe nach und nach außer Dienst gestellt und über die Vebeg verkauft. Ersetzt werden sie in der Regel durch Einheiten der Spatz-Klasse.